# Calymperes meyeri
Calymperes meyeri är en bladmossart som beskrevs av William Dean Reese 1957. Calymperes meyeri ingår i släktet Calymperes och familjen Calymperaceae. Inga underarter finns listade i Catalogue of Life.